# Czier Antal
Czier Antal (Erdőd, 1928. június 10. –) romániai magyar mezőgazdasági szakíró.

## Életpályája
Középiskolát Szatmáron végzett, diplomát a kolozsvári Mezőgazdasági Főiskolán szerzett 1952-ben. Előbb a nagyszalontai mezőgazdasági iskolaközpont tanára (1952–62), majd a Bihar megyei falvakban, később Nagyszalontán az Állami Mezőgazdasági Vállalat mérnöke. Tanulmányai és ismertető cikkei a Korunk, Művelődés, Falvak Dolgozó Népe hasábjain és a napilapokban jelentek meg, a mezőgazdasági tudományos kutatás szervezési kérdései és eredményei foglalkoztatták.

## Kötetei
- A tejtermelés tervezése és nyilvántartása a kollektív gazdaságokban. Bukarest : Mezőgazdasági és Erdészeti Kiadó, 1957.
- A szántóföldi növények fajtaelismerése.  (Madaras Klárával és Sebők M. Péterrel, 1960).